# Eline Jansen
Eline Jansen née le 8 mars 2002, est une coureuse cycliste néerlandaise, professionnelle depuis 2024.

## Biographie
Eline Jansen est née avec une malformation de l'articulation de la hanche et les médecins se montrent assez pessimiste sur le fait qu'elle puisse marcher un jour. Cependant, elle réagit bien à l'opération et est considérée comme guérie à l'âge de dix ans. Elle a d'abord joué au hockey sur gazon et s'est ensuite concentrée sur la pratique du patinage de vitesse. Aux championnats des Pays-Bas, elle termine deux fois dans le top dix (sur la mass start en 2020 et sur 5000 mètres en 2023).
Jansen pratique d'abord le cyclisme comme un entraînement complémentaire pour le patinage de vitesse. Au fil du temps, elle prend ce sport plus au sérieux et participe à des courses internationales en 2022 et 2023 avec diverses équipes de clubs, dont le WV Schijndel. Elle termine notamment troisième au Watersley Womens Challenge en 2023, une course par étapes réservée aux moins de 23 ans. Pour 2024, elle signe avec l'équipe professionnelle VolkerWessels et découvre les courses du World Tour. Lors du Tour de Grande-Bretagne 2024, elle se classe sixième du classement général et remporte le classement de la meilleure jeune. Le 8 septembre, elle décroche sa première victoire professionnelle lors la dernière étape du Tour de l'Ardèche.

## Palmarès

### Palmarès par années
- 2023
  - 3e du Watersley Womens Challenge
- 2024
  - 6e étape du Tour de l'Ardèche
  - 3e de La Picto-Charentaise
- 2025
  - La Classique Morbihan
  - 3e du Grand Prix Yvonne Reynders

### Résultats sur les grands tours

#### Tour de France
1 participation
- 2025 : 44e

#### Tour d'Espagne
1 participation
- 2024 : 27e

### Classements mondiaux
| Année                                 | 2023 | 2024 |
| ------------------------------------- | ---- | ---- |
| Classement UCI                        | 508e | 97e  |
| UCI World Tour                        | nc   | 83e  |
|                                       |      |      |
| Légende : nc = non classéSource : UCI |      |      |